# Диего де Алмагро
Диего де Алмагро (на испански: Diego de Almagro) е испански конкистадор, изследовател, близък приятел, а по-късно съперник на Франсиско Писаро. Участва в завладяването на Перу от Испания, официално се счита за откривател на Чили и първият европеец, който достига до съвременната територия на Боливия. На 15 август 1534 г. основава първия испански град в Еквадор – Сан Педро де Риобамба.

## Ранни години (1475 – 1513)
Роден е през 1475 година в Алмагро, провинция Сиудад Реал, Испания, незаконен син на Хуан де Монтенегро и Елвира Гутиерес. За да спасят честта на майката, близките ѝ изоставят детето в близкия град Боларос де Калатрава, където е отгледан от Санча Лопес дел Перал.

## Пристигане в Америка (1514 – 1525)
Алмагро пристига в Новия свят на 30 юни 1514 г. като участва в завоевателен поход на Педро Ариас де Авиля в Панама.

## Участие в завоюването на Перу (1525 – 1534)
През 1525, заедно с Франсиско Писаро и Ернандо де Луке, оглавява завоюването на Перу от инките, като участва в цялата кампания по завоюването в продължение на близо десет години. Недоволен от това, че Писаро получава завоюваните земи и назначава на ръководни постове своите братя и роднини, той застава начело на нова експедиция на юг.

## Завоевателен поход в Чили (1535 – 1537)
През 1534 г., Франсиско Писаро е назначен за губернатор на Перу, а Алмагро – на Чили, която страна все още не е завоювана от испанците. На 3 юли 1535 от Куско тръгва на югоизток, пресича Централните Анди с платото Пуна, минава на запад от езерото Титикака (8300 km², открито от него) и на изток от езерото Поопо (ок. 3000 km², открито от него). Продължава на югоизток и достига до река Чидоано от басейна на река Рио Саладо, където предоставя на своите войници двумесечен отдих. Там испанците прехващат голям товар със злато, което покорените от инките чилийски племена изпращат на техните покорители. Дележът на златото между конкистадорите подклажда по-нататъшната им жажда за богатства и те се отправят на юг, където живеят все още непокорени индиански племена, като си проправят път със силата на оръжието.
От разпратените разузнавачи Алмагро научава, че за Чили има два пътя, еднакво трудни: единият – на запад през Андите, а след това на юг, през безводната пустиня Атакама; другият – право на юг през високопланинските области на Централните Анди, където е трудно да се набавят хранителни припаси. Алмагро избира втория път, тъй като е по-къс. Преди отпътуването след двумесечната почивка испанците закупуват от индианците товарни животни (лами) и се запасяват с хранителни припаси. По време на пресичанията на буйните планински реки голяма част от товарните животни загиват и част от провизиите за загубени. Това е тежък удар за експедицията, тъй като много рядко в тези полупустинни планински райони се срещат малки и бедни индиански селища, от които да се запасят с продукти. Конкистадорите разоряват селищата и отвеждат всички възрастни мъже, като ги използват вместо товарни животни и стотици от тях умират поради недохранване.
Отрядът продължава на юг покрай източните склонове на Чилийско-Аржентинските Анди. На 27º ю.ш. испанците пресичат Андите през проход на около 4000 m н.в. По това време е разгарът на зимата в Южна Америка. Силните снеговалежи, разредения въздух, силните ветрове и студовете затрудняват придвижването през планината. Индианските носачи естествено страдат неизмеримо повече от испанските войници. Особено тежко е през нощите: поради отсъствието на топливо няма как да се запали огън, няма защита и срещу ураганните ветрове. Гладът е друг враг на всички. Испанците изяждат всички останали живи товарни животни – коне и лами, а индианците ядат труповете на загиналите си другари. През целия поход от изтощение, глад, студ и непосилен труд, загиват около 10 хил. индианци носачи, а испанците загубват повече от 100 души и всички коне. След като са преминати всички изпитания, накрая експедицията слиза в долината на река Копяпо, където Алмагро дава почивка на своите изтощени спътници.
От там пооределият вече отряд на Алмагро тръгва на юг и достига до Кокимбо (30º ю.ш.). Там Алмагро неочаквано среща испански дезертьор, избягал от Перу поради грозящото го наказание, който сам е изминал повече от 2000 km. Той съобщава на испанците, че през пустинята Атакама инките са построили път и са организирали станции, където има питейна вода и където могат да се набавят хранителни припаси.
През 1537 г. Алмагро изпраща още по на юг малък отряд под командването на Гомес Алварадо, който достига до река Мауле (35º ю.ш.). По този начин испанците се запознават със Средно Чили, но не намират никакви съкровища и поемат обратно към Перу. На обратния път испанците минават през пустинята Атакама (открита от тях) от юг на север. Алмагро разделя своите хора на малки отряди, които лесно се прехранват и намират подслон в организираните от инките пътни станции в оазисите на пустинята. Сам Алварадо с малък отряд върви последен в ариергарда. На обратния път испанците не загива нито един човек и през 1537 се завръщат в Куско, като изминават в двете посоки повече от 5000 km.

## Гибелта на Алмагро (1538)
Алмагро завършва най-трудния от всички походи, извършени от конкистадорите в Южна Америка, който донася големи географски открития. Открити са високопланинското плато Пуна с големите езера Титикака и Поопо, високите планински вериги на Чилийско-Аржентинските Анди, западните плодородни долини на реките, течащи в Тихия океан и бреговата линия на Южна Америка от 35° до 17° ю.ш. Испанците обаче са жестоко разочаровани. По пътя си те не намират нито скъпоценни камъни и метали, нито гъсто заселени области, нито големи градове. Алмагро също е много разочарован от страната, на която е назначен за губернатор.
Отрядът на Алмагро се завръща в Перу, когато страната е обхваната от голямо въстание на индианците против испанците. Заедно със своите войници Алмагро разбива въстаниците обсадили Куско и освобождава испанците в града, но арестува двама от братята на Франсиско Писаро – Ернандо и Гонсало. Гонсало успява да избяга от затвора, а Ернандо е освободен, след като Франсиско Писаро се заклева да отстъпи на Алмагро град Куско. Веднага след освобождаването им тримата братя отново тръгват срещу Алмагро, който е пленен и удушен в затвора на 8 юли 1538 година по заповед на Франсиско Писаро.
Оцелелите привърженици на Алмагро три години бедстват. Те съставят заговор и през юни 1541 нахлуват в дома на Франсиско Писаро в Лима и го убиват. За губернатор на Перу е избран Диего Алмагро Младши, който управлява много кратко. Назначеният от Карлос I законен губернатор, с помощта на Себастиян де Белалкасар и други привърженици на Писаро, залавят Алмагро Младши и през септември 1542 го обезглавяват.